# Cockaigne (In London Town)
Cockaigne (In London Town), Op. 40, cũng được biết đến với tên Cockaigne Overture, là một overture cho dàn nhạc sáng tác bởi nhà soạn nhạc người Anh Edward Elgar vào khoảng 1900 - 1901.

## Lịch sử
Khởi đầu của thế kỉ XX, thành công của biến tấu Enigma được theo sau ngay bởi thất bại ban đầu của Giấc mơ của Gerontius, khiến cho Elgar mất tinh thần và nói rằng Chúa chống lại nghệ thuật. Tuy vậy, khi nhận lời đặt hàng của Royal Philharmonic Society ông bắt đầu làm việc với tác phẩm mới và sớm bình luận rằng nó "vui nhộn và phong cách London", "chân thành, khỏe khoắn, hài hước và mạnh mẽ, nhưng không thô tục".
Buổi biểu diễn đầu tiên diễn ra ở Queen's Hall, London trong một buổi hòa nhạc của Royal Philharmonic Society, ngày 20 tháng 6 năm 1901, chỉ huy bởi nhà soạn nhạc. Tác phẩm được dành tặng cho "nhiều bạn bè, thành viên của các dàn nhạc ở Anh" của tác giả. Tác phẩm ngay lập tức thành công và trở thành một trong những tác phẩm nổi tiếng nhất của Elgar. Trong những thập niên gần đây nó ít được biểu diễn trong các khán phòng, dù một buổi biểu diễn được chỉ huy bởi thủ tướng Anh Edward Heath, tại một buổi gala của London Symphony Orchestra ở Festival Hall vào tháng 11 năm 1971, đem lại cho Cockaigne nhiều sự chú ý rộng hơn bình thường.

## Miêu tả
Trong thời lượng khoải 15 phút overture tạo ra một chân dung âm nhạc sống động và đầy màu sắc của London thời kì Edward. "Cockaigne" là một thuật ngữ được các nhà đạo đức học thởi đó sử dụng như một ẩn dụ cho sự tham ăn và say xỉn, trong khi người Anh dùng từ đó để gọi London một cách hài hước. Không có chương trình tường thuật, nhưng tác phẩm thể hiện nhiều mặt của London và người London trong thời chuyển giao thế kỉ. Bắt đầu bằng một chủ đề im lặng nhưng hối hả dẫn đến một chuỗi liên tục các hình ảnh: những người ở phía Đông London, những tiếng chuông nhà thờ, những cặp tình nhân, một nhóm nhạc kèn đồng hơi xơ xác (có lẽ là Salvation Army), trái ngược đó là một đội quân nhạc lớn và hống hách.

## Thu âm
Cockaigne được thu âm nhiều, bản thân Elgar thu âm nó hai lần (1926 và 1933), hiện tại có các bản thu:
- Sir John Barbirolli/Philharmonia Orchestra (EMI)
- Eugene Ormandy/Philadelphia Orchestra (Sony)
- Sir Adrian Boult/London Philharmonic Orchestra (EMI)
- Sir Colin Davis/London Symphony Orchestra (Philips)
- Sir Andrew Davis/BBC Symphony Orchestra (Warner Classics)
- Mark Elder/Hallé Orchestra (Hallé)
- Sir Georg Solti/London Philharmonic Orchestra (Decca)
- Sir Alexander Gibson/Royal Scottish National Orchestra (Chandos)
- Bramwell Tovey/Winnipeg Symphony Orchestra (CBC SMCD 5176)
- Vernon Handley/London Philharmonic Orchestra (EMI / Classics For Pleasure)